# Hypoptopoma joberti
Hypoptopoma joberti är en fiskart som först beskrevs av Vaillant, 1880.  Hypoptopoma joberti ingår i släktet Hypoptopoma och familjen Loricariidae. Inga underarter finns listade i Catalogue of Life.